# Susana Dalmás
Susana Dalmás   (Montevideo, 18 de juliol de 1948 - Montevideo, 31 de desembre de 2012) va ser una professora i política uruguaiana, integrant del Front Ampli.

## Biografia
Era filla d'Octavio Dalmas i Elida Garcén. Va tenir tres fills: Fernando, María y Francisco. Es va casar en segones núpcies amb Milton Antognazza.
Va cursar l'educació primària i secundària en institucions públiques, així com també el professorat d'Història cursat a l'Institut de Professors Artigas.
Va treballar com a supervisora a l'ANTEL (Administració Nacional de Telecomunicacions) durant vuit anys, fins a la seva destitució el 1979 per raons polítiques (ja que era opositora a la dictadura militar uruguaiana). Es va reintegrar en l'ens retornada la democràcia el 1985.
Al seu torn, va ser integrant del centre d'estudiants de l'IPA. Va ser també presidenta del Sindicat Únic de Telecomunicacions i membre de la taula representativa del PIT-CNT en aquest mateix període.
Va ser senadora de l'Uruguai pel Front Ampli i pel sector Assemblea Uruguai, d'aquest mateix partit, liderat pel ministre d'Economia Danilo Astori. El seu període va començar el 1995 i va acabar cinc anys més tard.
El 2005 torna al senat pel mateix partit i el mateix sector, per ser reelegida el 2009 pel període 2010-2015.
El 23 de desembre de 2012 va patir una hemorràgia meníngia massiva cerebral i després un infart de miocardi sever, per la qual cosa va ser internada en cures intensives, morint el 31 de desembre del 2012.